# Barbara Dalibard
Pour les articles homonymes, voir Dalibard.
Barbara Dalibard, née Barbara Marguerite Ploux le 23 mai 1958 à Suresnes (Seine), est une dirigeante d’entreprise française. Elle a consacré les 25 premières années de sa carrière aux domaines des technologies de l’information et de la communication en France et à l’international. Elle a occupé de juillet 2016 à décembre 2021 le poste de chief executive officer (CEO) de la SITA. Elle est membre de l'Académie des technologies.
Depuis mai 2021, Barbara Dalibard est présidente du conseil de surveillance du Groupe Michelin.

## Biographie
Issue d'une famille de grands résistants, Barbara Dalibard est la petite fille de Suzanne Ploux, députée du Finistère et secrétaire d’État auprès du ministre de l’Éducation nationale Joseph Fontanet (1973-1974), et de Antoine Vourc'h, député et sénateur du Finistère. Elle est la fille de Anne Vourc’h et de Yves Ploux, officier de marine. Elle est mariée avec Jean Dalibard, physicien français, membre de l’Académie des sciences et titulaire de la chaire « Atomes et rayonnement » au Collège de France. Ils ont trois enfants dont la mathématicienne Anne-Laure Dalibard.

## Formation
Après des études au lycée Louis-le-Grand à Paris, elle intègre l’École normale supérieure de jeunes filles en 1977. Elle est agrégée de mathématiques. Elle est également ingénieure diplômée de l'École nationale supérieure des télécommunications (ENST) et ingénieure générale honoraire du Corps des mines.

## Carrière

### France Télécom (1982 – 1998)
Barbara Dalibard a réalisé une grande partie de sa carrière au sein de France Télécom. Elle a assuré en particulier la mise en place du premier réseau français RENATER, basé sur la technologie internet et des offres de services utilisant les NTIC.
En 1992, elle est nommée directrice du support technique grands comptes puis directrice du service client entreprises en 1995.

### Alcatel (1998 – 2001)
En 1998, Barbara Dalibard dirige Alcanet International, filiale d’Alcatel avant d’être nommée, l’année suivante, vice-présidente France du groupe Alcatel CIT. Elle y passera trois ans, participant au développement de l’ADSL et de la 3G en France avec les nouveaux opérateurs Télécoms.

### Orange (2001 – 2010)
En 2001, elle revient dans le groupe Orange en qualité de directeur du marché entreprise Orange (mobiles) et est promue deux ans plus tard vice-présidente de l'entité solutions aux entreprises (SCE) qui fournit des services de télécom et informatiques aux plus grandes multinationales dans le monde. L’ensemble des activités qu’elle dirige passe sous la marque Orange Business Services en juin 2006.

### SNCF (2010 – 2016)
En 2010, Barbara Dalibard est nommée directrice générale de SNCF Voyages,,,,,. Elle y développe en particulier la dématérialisation de la billettique, les nouvelles applications d’information voyageurs ainsi que l’équipement de l’ensemble des chefs de bord en smartphone. 
En 2012, anticipant l’ouverture du marché du bus, Barbara Dalibard lance un nouveau service international de bus longue distance, iDBus. L’année suivante, pour mettre la grande vitesse ferroviaire au service du plus grand nombre, elle lance OUIGO, le premier TGV low cost au monde.  
Sous son impulsion, SNCF élargit son offre de mobilité et développe pour ses clients un service de porte à porte, couvrant les trajets allant du domicile à la destination finale,. C’est dans cette perspective que SNCF acquiert le spécialiste français du covoiturage courte distance iDVroom.  
Elle est nommée directrice générale de SNCF Voyageurs en 2014,, qui recouvre les activités de SNCF Voyages, TER, Intercités, Transilien et Gares et Connexions, soit 16,2 milliards d'euros de chiffre d'affaires, plus de 70 000 salariés et 4 millions de voyageurs par jour.

### SITA (2016 - 2021)
Le 30 mars 2016, la Société internationale de télécommunication aéronautique (SITA) annonce sa nomination en tant que chief executive officer (CEO) de la coopérative des compagnies aériennes spécialiste des services de communications et des services informatiques à l'industrie aéronautique à partir du 1er juillet 2016. Florence Parly, ancienne secrétaire d'État au Budget de 2000 à 2002, a succédé à Barbara Dalibard, le 1er mai 2016, à la direction de SNCF Voyageurs,,.

## Mandats
- Michelin : membre du conseil de surveillance depuis le 16 mai 2008, présidente de son comité des rémunérations et des nominations dès octobre 2015[19] ; présidente du conseil de surveillance à compter de mai 2021.

- Institut polytechnique de Paris : membre du conseil d’administration depuis 2019[20],[21].

- Rexel : membre du conseil d’administration depuis 2022.
- Ancienne administratrice de Wolters Kluwer et de la Société Générale.

## Distinctions
- Officière de la Légion d'honneur en 2017[22] ; chevalière depuis 2008[23].
- 2016 : élue membre de l'Académie des technologies[24].
- 2015 : docteure Honoris causa de l’École Polytechnique de Montréal[25].
- Officière de l'ordre national du Mérite en 2012[26].